# Эль-Катиф
Эль-Кати́ф (араб. القطيف‎) — город в Восточной провинции Саудовской Аравии. Расположен на западном берегу Персидского залива, на высоте 8 м над уровнем моря. К северу от Эль-Катиф находятся города Рас-Таннура и Эль-Джубайль, к югу — Даммам, к востоку — Персидский залив и к западу — международный аэропорт имени короля Фахда. В состав городского округа входят сам Эль-Катиф, а также ряд небольших городков и деревень. Население самого города — 97 765 человек (по оценке 2010 года).

## История
Судя по данным археологических раскопок, оазис Эль-Катифа был заселён людьми ещё за 3500 лет до нашей эры. На протяжении веков город назывался Эль-Хатт, под этим именем его воспевали такие арабские поэты, как Антара ибн Шаддад, Тарафа, Башшар ибн Бурд и другие. Древние греки называли город — Катеус.
Эль-Катиф в течение долгого времени развивался как торговый порт на берегу Персидского залива. В 899 году Эль-Катиф и Эль-Хасу захватили карматы. Здесь они провозгласили свою независимость от местных правителей. В 988 году город подвергся набегу со стороны буидов. С 1071 по 1253 год город находился под властью правителей из соседнего города Эль-Хасы (на его месте сейчас находится Эль-Хуфуф). Примерно в середине XIII века Эль-Катиф превратился в самый крупный и важный по значению порт на западном побережье Персидского залива, превзойдя по значимости такой порт, как Укайр и став столицей династии Усфуридов. В 1331 году это место посетил знаменитый путешественник Ибн Баттута, описавший Эль-Катиф как большой и преуспевающий город, населённый арабскими племенами, являвшимися, по его словам, воинствующими шиитами (одно из течений в исламе).
В 1440 году власть перешла к бедуинской династии Джабридов. В 1515 году португальцы захватили Ормуз, а пять лет спустя подвергли разграблению Эль-Катиф, убив местного правителя Мукриба ибн Замиля. Португальцы вторглись на Бахрейн и установили там своё правление, продолжавшиеся 80 лет. Затем, в 1524 году, на Эль-Катиф распространили свою власть правители Басры, но, в конечном счёте, в 1549 году весь регион полностью перешёл под управление Османской империи. Турки построили крепости в Эль-Катифе и Эль-Хасе, но выгнать португальцев с острова Бахрейн так и не смогли.
В 1680 году регион был захвачен Хумейдами из Бани Халида (конфедерация арабских племён в центральной и восточной Аравии); но в 1790 году они уступили свою власть Первому Саудовскому государству в результате битвы, имевшей место южнее Эль-Катифа. Однако в 1818 году в результате османо-саудовской войны Первое Саудовское государство перестало существовать, а Эль-Хуфуф и окружающие земли были взяты отрядами египтян под командованием Ибрагима-паши. Хумейды возвратили свою власть над Эль-Катифом, пока не были окончательно разбиты войсками Второго Саудовского государства, на основе которого была создана современная Саудовская Аравия. Правда, турки вернули себе контроль над этим регионом в 1871 году, но в 1913 Восточная провинция окончательно перешла в руки саудитов.
Так как подавляющее большинство жителей города составляют шииты, то на первых муниципальных выборах в 2005 году они получили 6 депутатских мест из 6 возможных.
2 января 2016 года в город были введены войска для подавления массовых протестов, вспыхнувших среди местных шиитов в связи с казнью шиитского проповедника Нимра ан-Нимра.

## Климат
Климат в Эль-Катифе континентальный, жаркий — летом температура достигает +49 °С, а влажность — 75 %. Зимой температура колеблется в пределах +2… +18 °С.

## Экономика
Эль-Катиф расположен, как уже упоминалось, в оазисе, на территории которого произрастают пальмовые деревья. Но главным богатством города являются не плоды и древесина пальм, а нефть. После открытия месторождений нефти в регион устремились многие нефтедобывающие компании, крупнейшая из которых — Saudi Aramco. Также город является привлекательным местом для туристов.